# Smeerwortelgalmug
De smeerwortelgalmug (Dasineura symphyti) is een muggensoort uit de familie van de galmuggen (Cecidomyiidae). De wetenschappelijke naam van de soort is voor het eerst geldig gepubliceerd in 1892 door Rübsaamen.